# Malvaglia

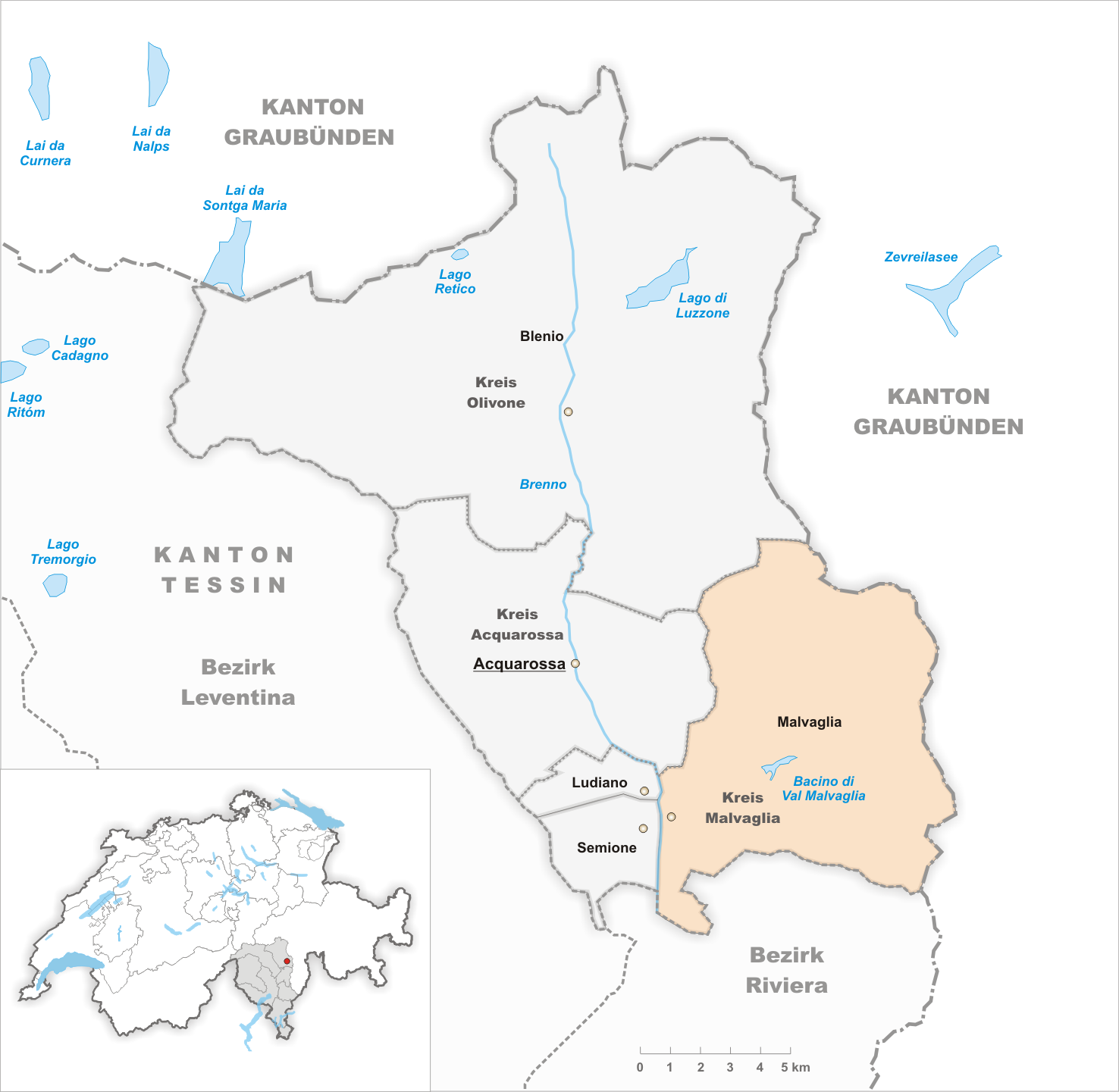
Gemeindestand vor der Fusion am 31. März 2012

Malvaglia war bis zum 31. März 2012 eine politische Gemeinde im Kreis Malvaglia, im Bezirk Blenio des Kantons Tessin in der Schweiz.

## Geographie
Malvaglia liegt im unteren Bleniotal am östlichen Ufer des Flusses Brenno. Der Ort erstreckt sich als Strassendorf über 3,3 km Luftlinie in Nord-Süd-Ausdehnung und besteht hauptsächlich aus den am Hang und in der Talebene liegenden Fraktionen Rongie (Ronge), Orino und Chiesa. Bei Malvaglia liegt der Zugang zum Val Malvaglia mit den Siedlungen Dègro, Pontéi und Monte Crecch (Munréch) am bzw. über dem Taleingang sowie den Kirchdörfern Ciavasch, Anzano, Madra (Mèdra) und Dandrio in den erhöhten Tallagen.
Das Gebiet von Malvaglia grenzt im Uhrzeigersinn an die Ortsteile Semione und Ludiano im Westen, an die zu Acquarossa gehörenden Ortschaften Dongio und Torre, an die zur Gemeinde Blenio gehörende Ortschaft Aquila im Norden, im Osten an die hier unzugänglichen Gemeindegebiete von Hinterrhein in der Region Viamala und Rossa (Val Calanca) und Mesocco in der Region Moesa im Kanton Graubünden, sowie im Süden an die Gemeinde Biasca im Bezirk Riviera im Kanton Tessin.
Das Landschaftsbild der Hauptsiedlungszone bestimmen im Westen der sanft ansteigende Matro mit 2172 m ü. M. und der Pianca Bella mit 2165 m ü. M. Der 2671 Meter hohe Cima di Piancabella, dessen Kette nach Norden zum 2843 Meter hohen Cima di Gana Bianca aufsteigt und der im Süd-Osten liegende Pizzo Muncréch mit 2252 m ü. M. sowie die im Süden bei Biasca gelegenen Pizzo Magn mit 2329 m ü. M. und Masnàn mit 2505 m ü. M. runden das Landschaftsbild ab. Geologisch dominieren in diesem Teil der Lepontinischen Alpen zu Gneis umgewandelte Granitoide, die im Volksmund jedoch als Granit bezeichnet werden, in höheren Lagen auch Schiefer.
Bei Orino tritt der gleichnamige Fluss Orino, der das Wasser aus dem Val Malvaglia und dessen Seitental Val Cumbra transportiert, aus einer Schlucht und fliesst in den Brenno. An dieser Stelle ist der Brenno begradigt und zum Schutz vor Hochwassern mit einem Damm befestigt. Südlich davon verfügt Malvaglia über eine ausgedehnte Weideland- und Landwirtschaftszone in den Fraktionen Campaccio und Brugaio, die am Südrand in ein weitgehend naturbelassenes Auengebiet übergeht.

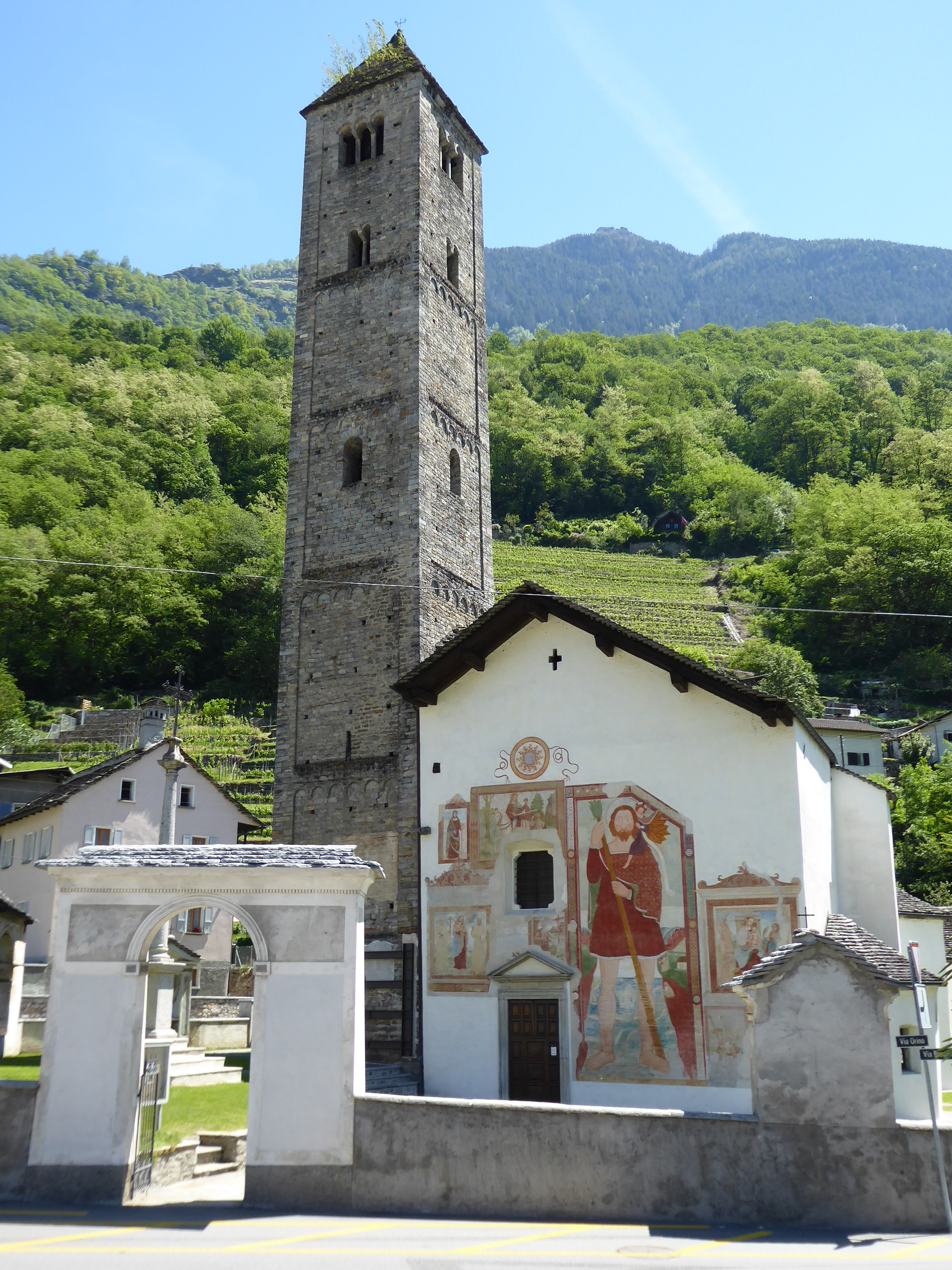
San Martino di Tours

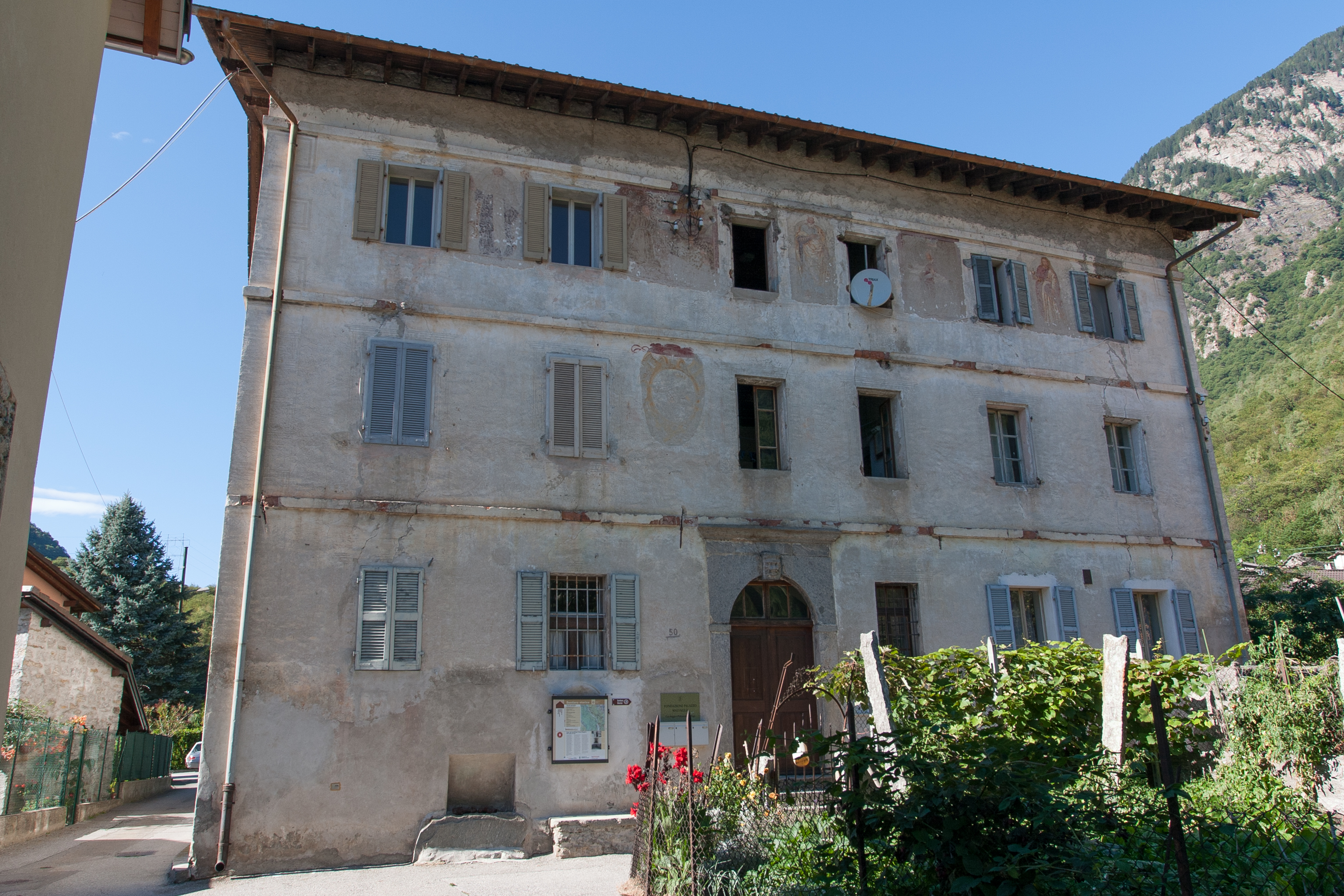
Palazzo dei Landfogti

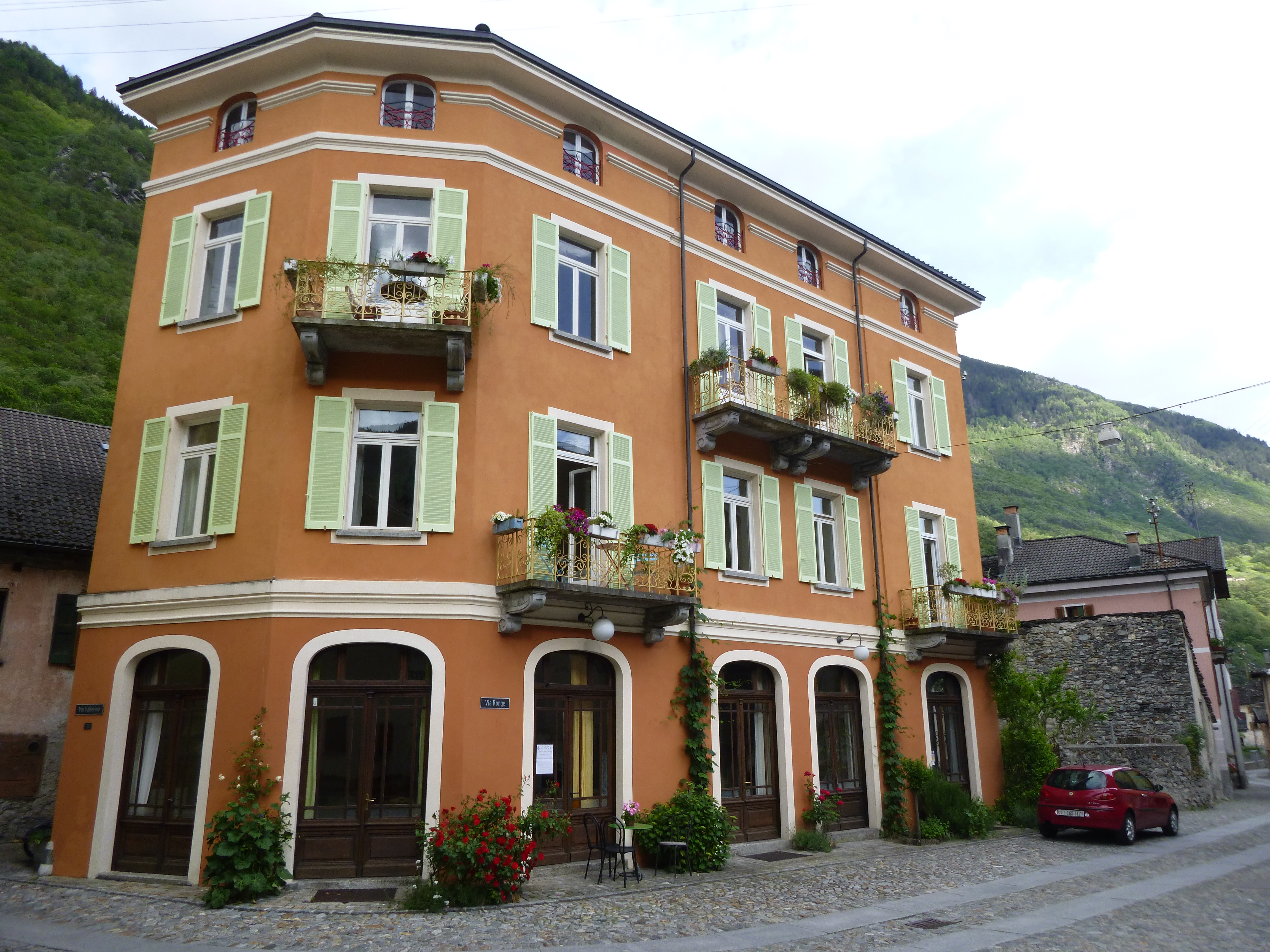
Das frühere Hotel Albergo della Posta in Malvaglia-Rongie von 1903

## Geschichte

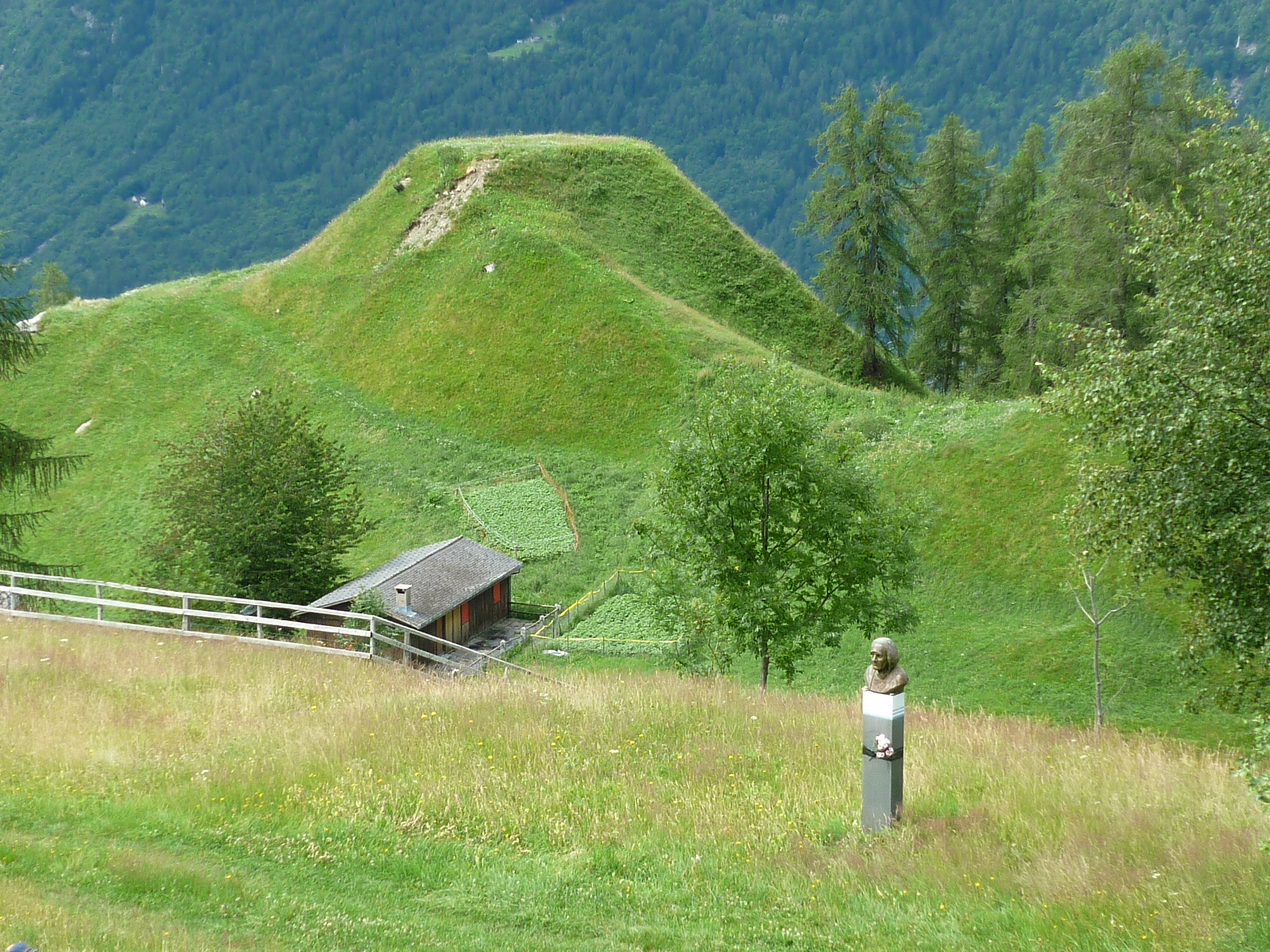
Kastél von Dègro

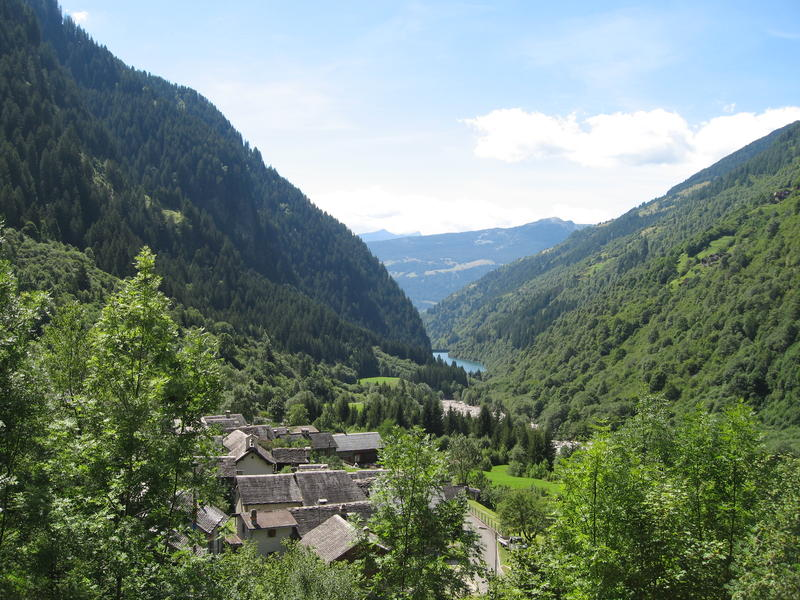
Madra im Val Malvaglia

Malvaglia lag früher verkehrsgünstig einerseits am Saumpfad über den Lukmanierpass nach Disentis/Mustér, anderseits am Narapass in die obere Leventina und zum Gotthardpass, bevor ein Weg durch die Biaschina- und Piottino-Schlucht in der Leventina erstellt wurde. Neben durchreisenden Pilgern und dem transalpinen Handel zog dies wiederholt auch Invasionstruppen an: So ist die Präsenz der Römer durch ein Münzdepot in Rongie belegt, das auf die Alamanneneinfälle von 270 oder 288 datiert wird. Die zugehörigen Dörfer in erhöhten Lagen, mit einer Casa dei Pagani, waren seit der Vormoderne ein Zufluchtsort, an den sich Frauen und Kinder zurückzogen, um vorbeiziehenden Truppen auszuweichen. Vom 27. Oktober 1798 bis zum 10. Januar 1799 hielt die französische 106. Brigade das Tal besetzt, wogegen die Bewohner des Bleniotals, im Gegensatz zu denen der Leventina, die sich am 1. Mai 1799 erhoben, keinen Widerstand leisteten. Ende September 1799 stiess ein gegnerisches russisch-österreichisches Detachement des russischen Feldherrn General Alexander W. Suworow über den Lukmanierpass zum Oberalppass im Kanton Graubünden vor (Division Rosenberg). Erst von 1809 bis 1838 wurde eine befahrbare Strasse bis Olivone angelegt, die ab 1877 mit dem rätischen Strassennetz verbunden war. Der Reise- und Transportweg durch das Bleniotal (Lukmanier und lokal auch Passo della Greina und Diesrut) stand spätestens ab dem 19. Jahrhundert im Schatten der wesentlich besser erschlossenen Täler Riviera und Leventina.
Malvaglia wird 1205 erstmals als de Malvallia erwähnt, doch weisen Funde in Malvaglia-Dègro bereits auf eine frühgeschichtliche Besiedlung hin. In unmittelbarer Nähe der Burg Serravalle gelegen, befand sich Malvaglia in wechselndem grundherrschaftlichem Besitz: Zunächst der Bürger von Lodrino (1193 erwähnt) und des Klosters Disentis (1334 erwähnt), ab 1345 im Besitz der Familie Visconti und ab 1380 im Besitz der Familie Pepoli in Bologna. 1402 wurden die Pepoli von der Talbevölkerung vertrieben. Am 30. September 1512 kam es in Folge der Buzza di Biasca zu einer massiven und bis zu den Pfingsttagen 1514 oder 1515 anhaltenden Überschwemmung der Talebene, die einen fast 5 km langen und mehr als 1200 m breiten See bildete. Ein Gericht sprach 1517 die Einwohner Malvaglias vom Vorwurf frei, den Durchbruch des Sees, der rund 600 Menschenleben gefordert hatte, durch Zauberei herbeigeführt zu haben, doch blieben Zweifel und Verdächtigungen lange Zeit bestehen. Nachdem es der Talbevölkerung gelungen war, sich auf juristische und militärische Weise von der Herrschaft norditalienischer Adelsfamilien zu lösen, war das Bleniotal und somit auch die Bevölkerung von Malvaglia ab 1495 mit einem Treueeid an die Schutzmacht Uri gebunden und unterstand von 1503 bis 1798 der gemeinsam ausgeübten Herrschaft der Kantone Uri, Schwyz und Nidwalden. Im Rahmen der die gesamte Schweiz betreffenden Umwälzungen nach der Französischen Revolution gelangte Malvaglia in der Helvetischen Republik kurzzeitig unter die Verwaltung des Kantons Bellinzona und gehört heute zum 1803 neu gegründeten Kanton Tessin.
Malvaglia wurde, wie das übrige Bleniotal, seit Beginn des modernen Zeitalters von der Auswanderung geprägt, welche zunächst hauptsächlich nach Italien und später auch nach Übersee führte. Parallel dazu entwickelte sich ab 1848/1849 wegen der Ausweisung der liberalen Tessiner aus der von Österreich kontrollierten Lombardeieine saisonale Auswanderung in die urbanen Zentren Nordwesteuropas, namentlich in französische, belgische und englische Grossstädte. Wichtigster Erwerbszweig dieser teilweise zu Wohlstand gelangten Auswanderer war das Hotel- und Gaststättengewerbe und der Handel mit Lebensmitteln. und selbst hergestellten Süsswaren. Ihre Rückkehr, ebenso wie die Ereignisse in Italien, die wiederkehrende Erfahrung schwerer Hochwasser (1620, 1747, 1868), die Typhusepidemie von 1806 und die Hungersnot von 1845–1847. brachten der vom Katholizismus geprägten Talbevölkerung ab dem 19. Jahrhundert einen starken Modernisierungswillen und den Aufstieg des Liberalismus. Die weite Verbreitung liberaler Ideen führte z. B. zu einem Eintreten des katholischen Kantons Tessin auf Seiten der protestantischen Kantone im Sonderbundskrieg von 1847, an dem sich 3000 Tessiner beteiligten, oder zur Säkularisierung des Schulunterrichts auch in Malvaglia im Jahr 1853.

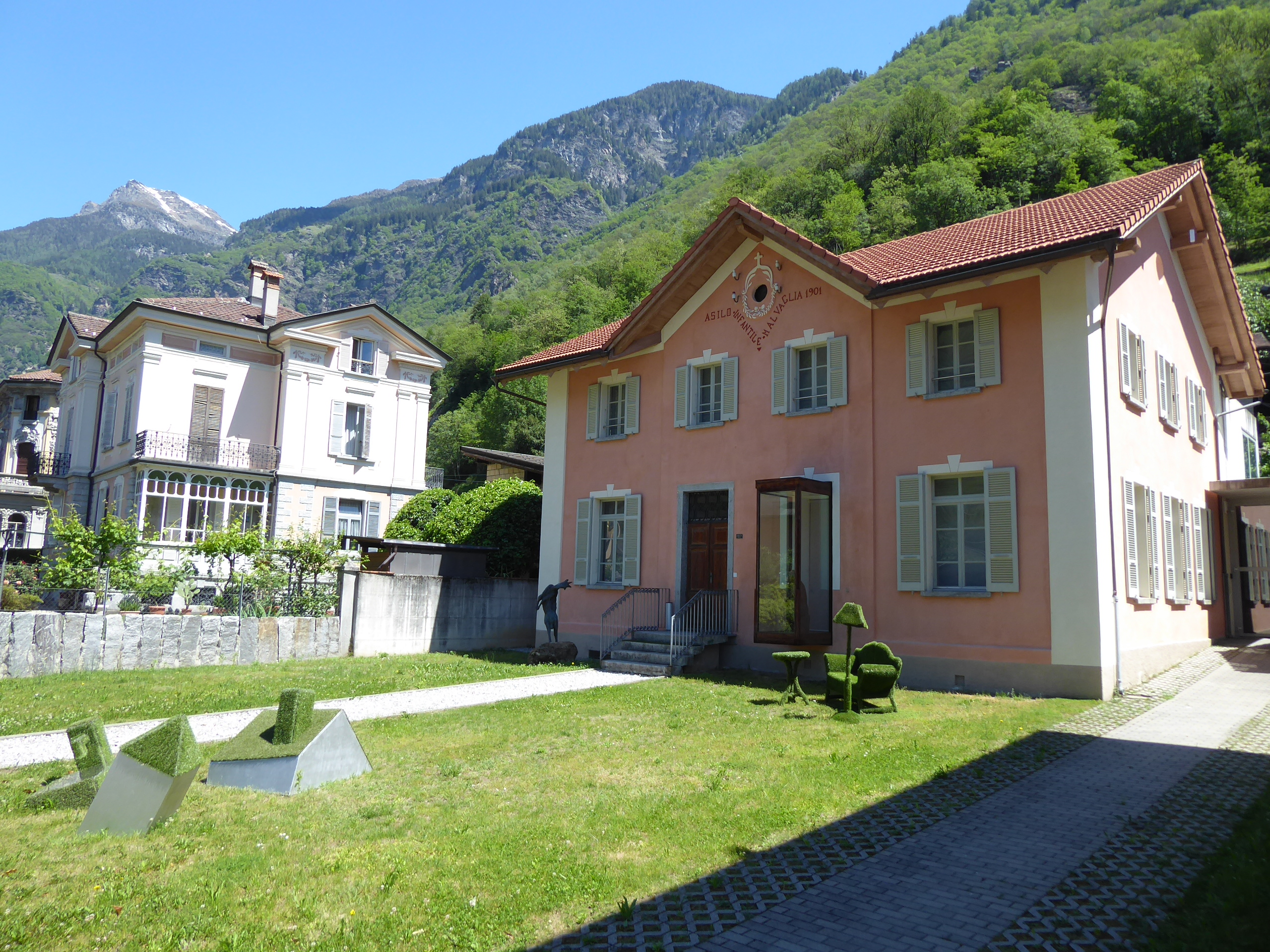
Das ehemalige Kinderheim Asilo Infantile von 1901, Sitz des Atelier Titta Ratti, links davon eine Rückkehrervilla

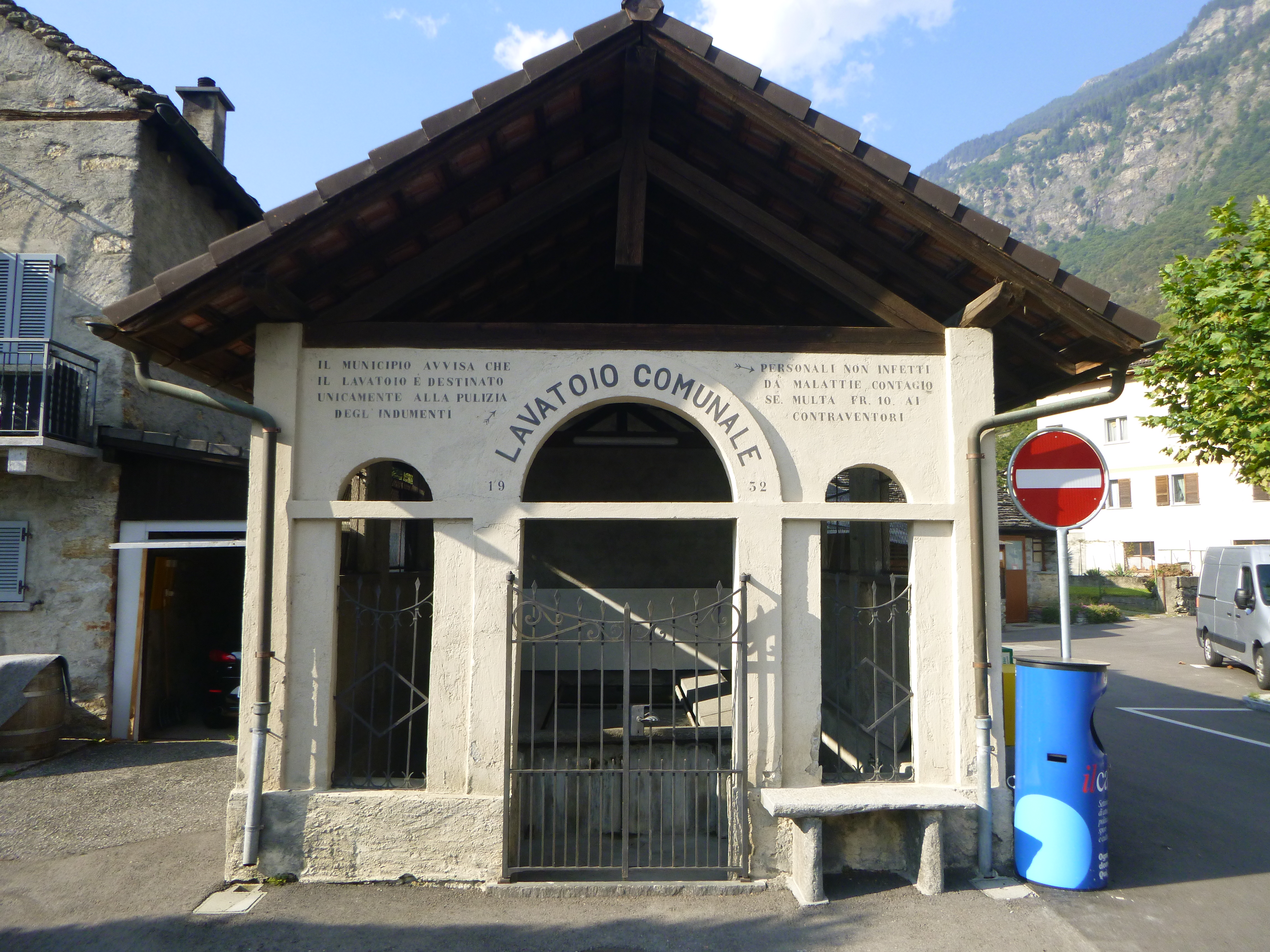
Das Gemeindewaschhaus von 1932. Der Aufschrift ist zu entnehmen, dass nur Benutzerinnen ohne Infektionskrankheiten hier waschen durften, unter Androhung von 10 Franken Busse bei Zuwiderhandlung.

Bis ins 20. Jahrhundert war die «Piazza d'armi» in Malvaglia-Rongie Veranstaltungsort des drittgrössten Viehmarktes im Tessin (Fera di Malvaglia), nach Lugano und Giornico. Der Markt fand vier Mal im Jahr statt, nämlich im Januar zu St. Antonius, am 2. Dienstag im März, im September sowie im November zu St. Martin. Die wirtschaftliche Entwicklung zur Industriegesellschaft erwies sich für Malvaglia als schwierig, weiterhin bot fast ausschliesslich die Landwirtschaft Erwerbsmöglichkeiten. 1869 zerschlugen sich definitiv die Pläne für eine alpenquerende Eisenbahnverbindung über den relativ niedrigen Lukmanierpass bzw. für den nicht ausgeführten 17,4 km langen Greina-Tunnel, wobei eine Linienführung mitten durch Semione projektiert war, weil die Strecke durch den kürzeren Gotthardtunnel vom Bund und dem neuen Königreich Italien für kostengünstiger befunden wurde. Für den Lukmanier hatten sich vor allem die Ostschweiz und das Königreich Sardinien starkgemacht. 1895 lebten noch 219 Menschen (davon 155 Frauen) ganzjährig auf den kargen Maiensässen des Val Malvaglia. 1910 zerstörte ein Brand den einzigen Industriebetrieb in Malvaglia. Die Fabrik der Brüder Scossa hatte Kerzen aus Tristearin hergestellt. Nachdem die Bevölkerungszahl um das Jahr 1880 ihren Höchststand erreicht hatte, nahm die Zahl der Einwohner unaufhaltsam ab und erreichte in den 1970er-Jahren den Tiefststand. Mit dem Aufkommen des Autos und dem Bau der Schnellstrasse stabilisierte sich die Lage. Malvaglia wandelte sich zunehmend zur suburbanen Wohnzone und profitiert heute vom geringen Durchgangsverkehr und dem weitgehenden Fehlen von Industriebetrieben.
Am 1. April 2012 fusionierte Malvaglia mit Ludiano und Semione zur neuen Gemeinde Serravalle. Malvaglia bildet aber nach wie vor eine eigenständige Bürgergemeinde.

## Bevölkerung
Einwohnerzahlen: Volkszählungsdaten

## Verkehr und Infrastruktur
Malvaglia kommt in der Gemeinde Serravalle die Funktion des Schulstandorts und eines Verwaltungs- und Versorgungszentrums zu. Der Ort liegt an der Hauptstrasse durch das Bleniotal, die ab Biasca mit der Autobahn A2 verbunden ist. Nach der Stilllegung der Biasca-Acquarossa-Bahn 1973 eröffnete 1976 eine Umfahrungsstrasse. Die Ortsteile Malvaglia, Semione und Ludiano sind über eine Brücke bei Rongie-Ganne miteinander verbunden. Pläne für den Bau einer weiteren Brücke wurden verworfen. Nach Norden besteht die Möglichkeit, den Lukmanierpass zu befahren.
Von 1933 bis 1959 war zwischen Malvaglia und Ponterio die erste Passagierseilbahn des Kantons Tessin in Betrieb. 1996 wurde eine neue Seilbahn von der Bushaltestelle Filovia auf den Monte Dègro eingeweiht. Sie verkürzt den Aufstieg zur Quarneihütte, am Fuss des Adula (dt.: Rheinwaldhorn), um rund 1000 Höhenmeter. Seit 2014 ist die Filovia Malvaglia S.A. für den Betrieb der Bahn verantwortlich.
Die ins Val Malvaglia führende Strasse entstand in den 1940er-Jahren für den Bau des Stausees Bacino di Val Malvaglia. Ebenfalls in Malvaglia befindet sich der Strassenzugang in das zur Gemeinde Biasca gehörende Val Pontirone. Die stündlich verkehrende Buslinie 131 der Autolinee Bleniesi S.A. gewährleistet eine Grundversorgung der Dorfbevölkerung mit Dienstleistungen des Öffentlichen Verkehrs und bietet in Biasca Anschluss an das Streckennetz der SBB.

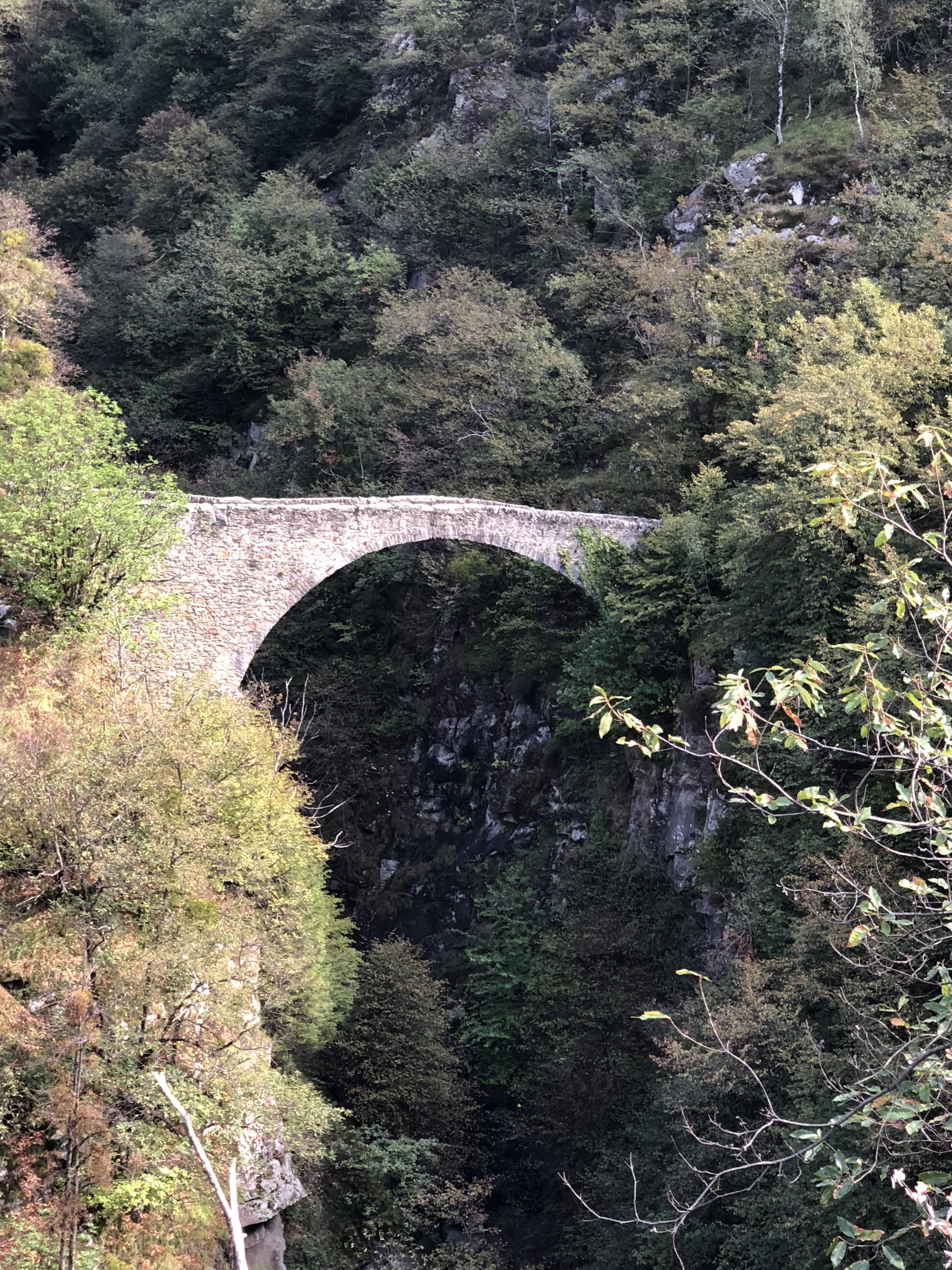
Ponte Laù

## Sehenswürdigkeiten
Die Fraktion Rongie/Orino und die im Val Malvaglia liegenden Siedlungen sind im Inventar der schützenswerten Ortsbilder der Schweiz (ISOS) als schützenswerte Ortsbilder von nationaler Bedeutung eingestuft.
- Die Pfarrkirche San Martino di Tours von 1602–1603,[23][24] mit einem 37,5 m hohen romanischen Glockenturm, umfasst folgende weitere Bauten: – Säule Colonna di San Carlo von 1734;  – Beinhaus Ossario;  – Kapelle Oratorio Santi Enrico e Apollinare;  – Kreuzwegkapellen Via Crucis von 1761[23]
- Kirche San Antonio Abate von vor 1400
- Oberhalb vom Ortsteil Chiesa, im Siedlungsausläufer Tagnugna, liegen die Reste einer Casa dei Pagani[25]
- Die Casa Baggio (auch: Palazzo dei Landfogti oder Ul Palazz) in der Fraktion Rongie war im 16. Jahrhundert vermutlich der erste Sitz der Landvögte[26]
- Die Casa Canzali in der Fraktion Rongie mit Reichsadler und Viscontiswappen auf der Fassade[23]
- In der Fraktion Anzano: Oratorium San Bartolomeo[27]
- In der Fraktion Dègro: Oratorium Santi Vito, Modesto e Crescenza[23]
- In der Fraktion Dègro: Kastél (Piramide mozza), in der Nähe wurde eine prähistorische Steintafel gefunden, die die astronomischen Zeichen des Mitternachtshimmels von Februar bis März zeigt[23]
- In der Fraktion Dandrio: Oratorium San Giovanni Battista[23]
- In der Fraktion Madra: Oratorium San Giacomo il Maggiore aus dem 15. Jahrhundert[23]
- Steinbrücke Ponte Laù von ca. 1600[23]
- Schalenstein (Zeichenstein) an der Grenze der ehemaligen Gemeinden Torre und Aquila auf der Höhe von Cadabi (2580 m ü. M.)[28]

## Veranstaltungen
- Atelier Titta Ratti im ehemaligen Waisenheim Asilo Infantile von 1901 und Fondazione Elisa e Titta Ratti.[29][30]
- Associazione Asilo Beach, Organisatorin des Sun Valley Festival.[31][32]